# Willi Billmann
Willi Billmann (Norimberga, 15 gennaio 1911 – 17 agosto 2008) è stato un calciatore tedesco, di ruolo difensore.

## Palmarès

### Club

#### Competizioni nazionali
- Campionato tedesco: 1

Norimberga: 1935-1936
- Coppa di Germania: 2

Norimberga: 1935, 1939